# Minuartia nuttallii
Minuartia nuttallii là loài thực vật có hoa thuộc họ Cẩm chướng. Loài này được (Pax) Briq. mô tả khoa học đầu tiên năm 1911.